# 티오마르가리타 나미비엔시스

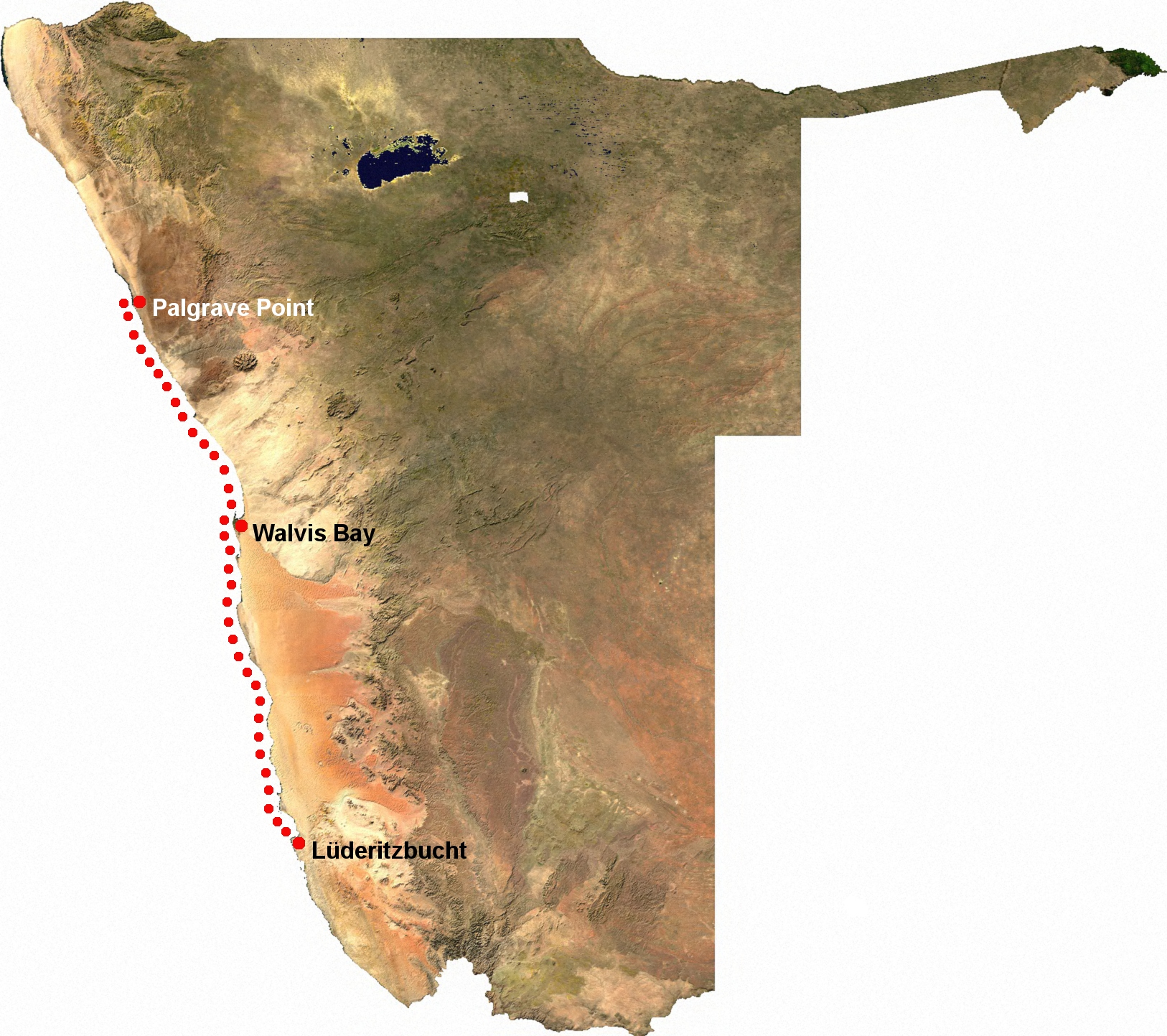
티오마르가리타 나미비엔시스의 분포

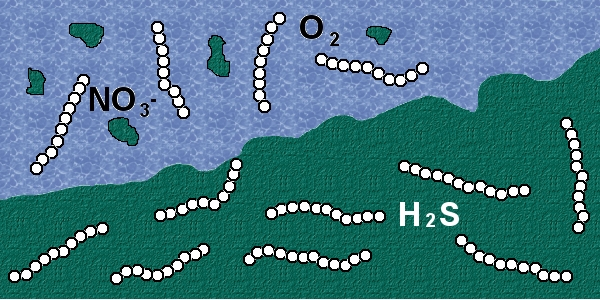
물 속에서 질산염과 산소를 모으는 티오마르가리타 나미비엔시스

티오마르가리타 나미비엔시스(Thiomargarita namibiensis)는 그람 음성 구균 프로테오박테리아이고, 나미비아의 대륙붕의 대양 퇴적층에서 발견되었다. 티오마르가리타 나미비엔시스의 발견전에는 에풀로피스키움 피셸소니가 그때까지 발견된 것들 중 가장 큰 박테리아였지만 현재는 티오마르가리타 나미비엔시스가 가장 큰 박테리아이다. 이 세균은 일반적으로 0.1–0.3 mm (100–300 µm)의 폭을 가지고 있지만 때때로 0.75 mm (750 µm)까지 될 때가 있다.
이 세균의 속명 티오마르가리타(Thiomargarita)는 그리스어 θειον (theion) = sulfur (see Thio-)와 라틴어 margarita = pearl에서 왔다. 이 이름은 이 세균-사슬들이 입사광을 반사하는 미세한 황 알갱이들(granules) 때문에 진주같은 것으로 된 가는 끈같은 모양을 가지고 있다는 사실을 나타낸다. 그 종명 나미비엔시스(namibiensis)는 이것의 기원인 나미비아를 가리킨다.